# Rauriser Ache
Die Rauriser Ache ist ein rechter Nebenfluss der Salzach im österreichischen Pinzgau. Hauptort im Raurisertal ist Rauris.
Sie entsteht aus zwei Quellflüssen, der ca. 15 km langen Seidlwinklache und der ca. 17 km langen Hüttwinklache und mündet bei Taxenbach in die Salzach. Die Länge der Rauriser Ache beträgt 10 km, gemessen ab dem Punkt Wörth, wo sich die beiden Quellflüsse erst vereinigen. Die Rauriser Ache durchbricht in der Kitzlochklamm den Höhenunterschied zum Salzachtal und mündet unterhalb von Taxenbach in die Salzach.
Unterhalb von Rauris befindet sich das Kraftwerk Rauris-Kitzloch, das in den Jahren 1952/53 für die Salzburger Aluminium Ges. m. b. H. Lend errichtet wurde, und über einen 3,3 km langen Stollen zum Krafthaus in Taxenbach entwässert.
Sie hat eine Gewässergüteklasse der Stufe II.

## Nebenbäche
Die Rauriser Ache hat ein Einzugsgebiet von 162,5 Quadratkilometern. Die größten Zuflüsse sind:
| Name                          | Mündungsseite      | Mündungsort | Einzugsgebiet in km² |
| ----------------------------- | ------------------ | ----------- | -------------------- |
| Hüttwinkelache                | rechter Quellfluss |             | 17,0                 |
| Krumlbach (Hüttenwinkelache)  | links              |             | 21,6                 |
| Teufenbach (Hüttenwinkelache) | rechts             | Schlettern  | 02,1                 |
| Seidlwinklache                | linker Quellfluss  | Wörth       | 80,1                 |
| Vorsterbach                   | rechts             |             | 14,9                 |
| Einödbach                     | links              | Rauris      | 03,1                 |
| Geißbach                      | rechts             | Rauris      | 17,7                 |
| Hundsdorfer Bach              | links              | Hundsdorf   | 04,8                 |
| Steinbach                     | rechts             | Unterland   | 02,5                 |
| Waldgraben                    | rechts             |             | 02,8                 |
| Arlingbach                    | links              | Arling      | 02,5                 |